# Trevor Bannister
Trevor Gordon Bannister  (ur. 14 sierpnia 1934 w Durrington, zm. 14 kwietnia 2011 w Thames Ditton) – brytyjski aktor teatralny i telewizyjny, najszerzej znany ze swoich występów w serialach komediowych z lat 70., zwłaszcza w Are You Being Served?.

## Życiorys
Bannister zdobył popularność w 1968, za sprawą roli tytułowej w miniserialu The War of Darkie Pilbeam. Następnie od 1969 do 1970 z powodzeniem występował w sitcomie The Dustbinmen. W 1972 David Croft zaprosił go do obsady nowego projektu Are You Being Served?, którego był reżyserem, producentem i współscenarzystą. W chwili rozpoczęcia produkcji tego serialu, Bannister był najpopularniejszym spośród jego aktorów i liczył, że będzie główną gwiazdą tej produkcji. Are You Being Served? zyskało ogromną rzeszę wiernych widzów, jednak z czasem okazało się, że na ulubieńców publiczności wyrastają raczej John Inman czy Mollie Sugden, zaś Bannister jest nieco w cieniu. Było to dla aktora bardzo frustrujące i ostatecznie doprowadziło do jego odejścia z serialu po zakończeniu siódmej serii, w 1979 roku.
W późniejszych latach pracował przede wszystkim w teatrze, choć występował gościnnie w takich serialach jak Co ludzie powiedzą? czy Coronation Street. W 1988 zagrał główną rolę w sitcomie Wyatt’s Watchdogs, który doczekał się jednak zaledwie sześciu odcinków. W 2001 po raz pierwszy pojawił się w serialu Babie lato. Przez osiem lat występował w nim jedynie epizodycznie, jednak począwszy od serii trzydziestej – emitowanej w roku 2009 – dołączył do głównej obsady. Można go było oglądać także w jednym z odcinków wznowionego po latach Doctora Who.
14 kwietnia 2011 zasłabł podczas pracy w swoim ogrodzie w hrabstwie Surrey. Wkrótce potem stwierdzono jego zgon wskutek ataku serca. Miał 76 lat.